# Universität Pardubice
Die Universität Pardubice (tschechisch: Univerzita Pardubice) entstand 1994 aus der 1950 gegründeten Chemischen Hochschule. 2021 bestand die Universität aus 7 Fakultäten mit etwa 1.200 Mitarbeitern und insgesamt 7.000 eingeschriebenen Studenten.

## Entstehungsgeschichte
Die Anfänge der Universität Pardubice greifen auf die chemische Industrie in Pardubice zurück, die bis heute das Stadtbild wesentlich prägt. Im Jahre 1950 wurde der Vorläufer der Universität Pardubice – die Chemische Hochschule in Pardubice (Vysoká škola chemická v Pardubicích) gegründet. In deren ersten drei Jahre war diese Einrichtung Teil der Prager Technischen Universität (ČVUT) und wurde von einem Dekan geleitet. Ab 1953 existierte die Hochschule als eigenständige Chemisch-Technologische Hochschule in Pardubice unter der Leitung eines Rektors. 1991 wurden die Chemisch-Technologische Fakultät und die heutige Fakultät für Wirtschaft und Verwaltung gegründet. Die Hochschule wurde so in eine Zwei-Fakultäten-Hochschule umgewandelt. 1993 kam die Fakultät für Verkehrswissenschaften „Jan Perner“ hinzu. Seit 1994 trägt die Hochschule den heutigen Namen Universität Pardubice. 2001 wurde die Fakultät für humanistische Wissenschaften eröffnet. Im Jahre 2005 entstand die Fakultät für Restaurierung in Litomyšl, 2007 die Fakultät für Gesundheitswissenschaften und 2008 die Fakultät für Elektrotechnik und Informatik.
Der Chemiker Prof. Jiří Málek war von 2018 bis 2022 Präsident der Universität.

## Fakultäten
- Chemisch-Technologische Fakultät

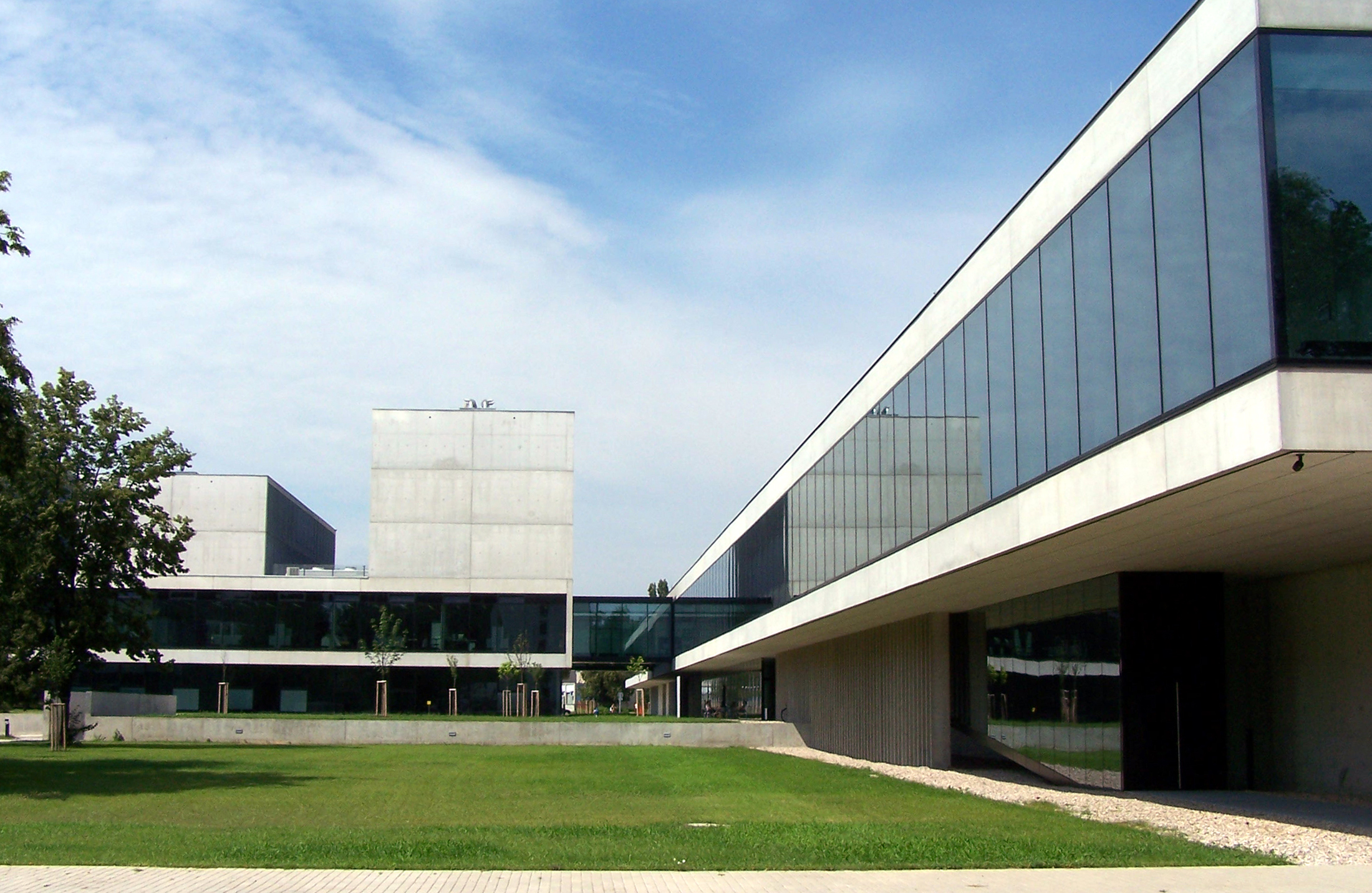
Das 2008 fertiggestellte Areal der Chemisch-Technologischen Fakultät

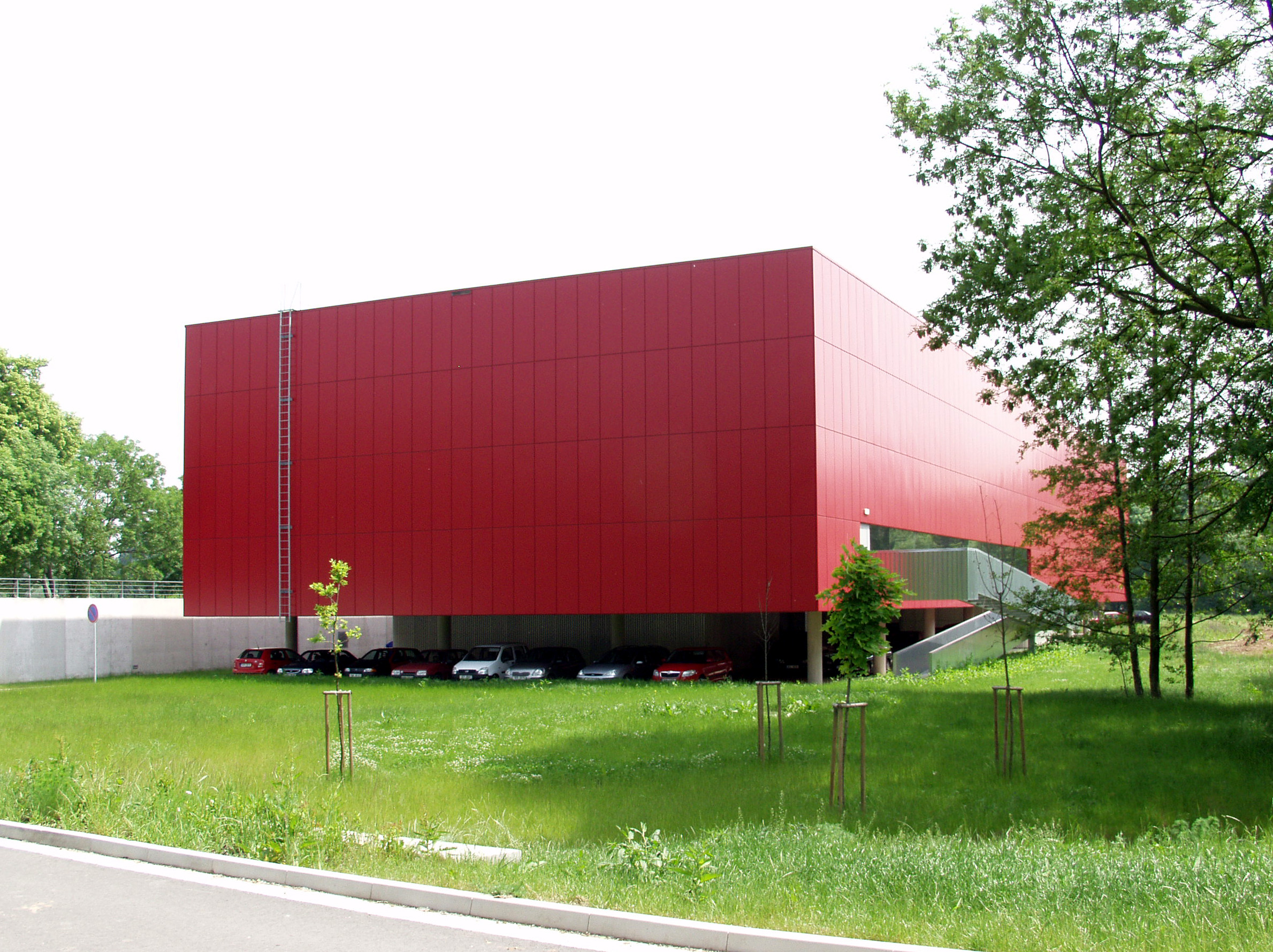
Sportanlagen der Universität

- Fakultät für Wirtschaft und Verwaltung
- Fakultät für Verkehrswissenschaften „Jan Perner“
- Philosophische Fakultät
- Fakultät für Restaurierung (in Litomyšl)
- Fakultät für Gesundheitswissenschaften
- Fakultät für Elektrotechnik und Informatik

## Zahlen zu den Studierenden und zu den Mitarbeitern
2021 waren 7000 Studierende an der Universität Pardubice immatrikuliert. Sie wurden von insgesamt 1.200 Mitarbeitern betreut, davon 700 wissenschaftliche. Von den Studierenden gehörten 1.400 zur chemischen Fakultät, 1.800 zur Fakultät Wirtschaft und Verwaltung, 1.200 zum Transportwesen, 1.100 zur Philosophie und den freien Künsten, 800 zum Gesundheitswesen und 600 in Elektrotechnik und Informatik. Die Universität zählte in ihren 70 Unterrichtsjahren insgesamt 40.000 Absolventen, von denen 13.800 in der Chemie ausgebildet waren, 9.700 in Wirtschaft und Verwaltung, 6.500 im Transportingenieurwesen, 6.100 im Bereich Philosophie und freie Künsten und 2.100 im Gesundheitsbereich.
Die Zahl der Studierenden stieg von 2003 bis 2011 stetig an. 2004 betrug sie 6.890; von 2009 bis 2013 lag sie oberhalb von 10.000 (2010: ca. 11.000). Nach dem Maximum im Jahr 2011 sank sie bis 2019 stetig ab.
2004 hatte die Universität 995 Mitarbeiter.